# Anilocra chaetodontis
Anilocra chaetodontis är en kräftdjursart som beskrevs av Williams 1981. Anilocra chaetodontis ingår i släktet Anilocra och familjen Cymothoidae. Inga underarter finns listade i Catalogue of Life.